# 1569 en philosophie
Chronologie de la philosophie
- 1565
- 1566
- 1567
- 1568
- 1569
- 1570
- 1571
- 1572
- 1573

L’année 1569 a été marquée, en philosophie, par les événements suivants :

## Naissances
- Scipion Dupleix, seigneur de Clarens, né à Condom en 1569, mort dans cette même ville en mai 1661, est un historien, grammairien, philosophe et conseiller d’État français.